# Лагерь финских беженцев города Буй
Лагерь финских беженцев уездного города Буй (фин. Buin siirtola) располагался рядом с городом Буй Костромской губернии в Советской России в 1918 году, где были размещены бежавшие из Финляндии красные. В лагере, расположенном примерно в 400 километрах к северо-востоку от Москвы и примерно в 200 км к востоку от Вологды, находилось максимум около 3300 беженцев, большинство из которых были инвалидами войны, стариками и детьми. Первые беженцы прибыли в конце апреля 1918, когда еще шла финская гражданская война, а к осени 1918 года лагерь постепенно опустел.

## Пребывание в лагере беженцев
После битвы при Тампере, которая завершилась 6 апреля 1918 по окончании гражданской войны в Финляндии, десятки тысяч красных беженцев покинули западную часть страны, включая солдат Красной Гвардии, их семьи и других сторонников красных. Из беженцев, направляющихся на восток, около 13 000 сумели добраться до Советской России к началу мая 1918, где около 6 000 в конечном итоге оказались в Санкт-Петербурге. Они размещались в флигеле Павловских казарм на окраине Марсова поля и в большом жилом доме на 8 линии Васильевского острова. Приемом, руководством и размещением беженцев первоначально занималась финская Красная гвардия в Санкт-Петербурге, пока после ее упразднения 6 мая не был создан Центральный комитет Финской социал-демократической зарубежной организации. В него вошли Юрьё Сирола, Эйно и Юкка Рахья, Эверт Элоранта и Лаури Летонмяки, которые позже заменили Сиролу из Москвы.
Условия и возможности трудоустройства в Санкт-Петербурге, страдающем от нехватки продуктов питания, были очень плохими, поэтому по просьбе большевистского правительства беженцы быстро начали искать другие возможные места для размещения. В качестве промежуточного решения было придумано создать пункт приема беженцев в 640 км к востоку от Санкт-Петербурга в Костромской губернии, рядом с городом Буй, с которым существовало железнодорожное сообщение. Ранее здесь с 1916 по начало 1918 года действовал лагерь для австрийских, венгерских и немецких военнопленных. По Брест-Литовскому мирному договору от марта 1918 года австрийцы были освобождены, и лагерь остался пустым. Бывший депутат Юхо Кирвес был избран комиссаром лагеря, получившего название «финское поселение», под руководством которого уже в конце апреля начался активный прием беженцев. 15 мая лагере уже находилось 3 268 человек. На 1 июня - 2 827 человек, после чего число беженцев в лагере сократилось примерно до тысячи к 15 июня и примерно до 500 в июле. Также в лагере была больница, где с 29 апреля по 31 июля 1918 года прошли лечение 199 пациентов. Из них 28 умерли от различных инфекционных заболеваний. Помимо прочего, в лагере прошла эпидемия чесотки, которую местный врач сумел сдержать.
Лагерь беженцев «финское поселение» располагался на западном берегу реки Кострома в селе Корёга, в трех километрах к югу от Буя. Размещение было в бараках, находившихся в плохом состоянии. На территории лагеря в основном проживали дети, старики и инвалиды войны, тогда как трудоспособные вскоре перебрались в другие места на работы. К концу июля большинство из них переехало на промышленные и сельскохозяйственные работы на Урал и в Сибирь. Большое количество вооруженных людей добровольно присоединилось к Красной Армии, которая сформировала финские войска, участвовавшие в боевых действиях в Гражданской войне в России. В июне 1918 года группа беженцев во главе с Оскари Токой на поезде выехала из Буя в Сибирь в Семипалатинскую область, где они основали поселение примерно в 100 км к западу от Перми. Тогда же было основано еще одно финское поселение в городе Муром на берегу Оки. В июле 1918 года из Финляндии в лагерь Буй были направлены два поезда, на которых были возвращены женщины, дети и старики. Беженцы прибыли через Санкт-Петербург на станцию Раджайоки, где были задержаны для допроса. Возвращение в Финляндию было опасным, поскольку в нескольких местах Финляндии все еще продолжались боевые действия со стороны белых.
Вскоре после этого бывший член парламента Калле Корхонен основал сельскохозяйственную коммуну под названием Аура в Буйском районе, но она также не стала долгоживущей, а была перемещена уже в июне 1920 года.

## Администрация лагеря
Юхо Кирвес был комиссаром "финского поселения". Председателем комитета по техническому обслуживанию был Юсси Кивиниеми и О. Гранё, а председателями финансового комитета - Ф. Д. Малинен, Фредрик Валтаранта и Аато Сирен. Врачом в лагере были Эрик Йорпес, офис-менеджер Тойво Алавирта, директор приюта Сандра Лехтинен и директор пекарни Йохан Сайнио. Среди других известных жителей были Конста Линдквист и Эльвира Вихерсало.

## Финская рота милиции
В конце лета 1918 года в Буйской колонии при отделе милиции городского военного комиссариата была сформирована финская рота батальона Буйского городского военного комиссариата. Рота отвечала за порядок на железнодорожной станции Буй, а затем работала в Ветлужском районе. Политическим руководителем милиции был бывший член парламента Я. М. Лехтинен, а другими руководителями были финские красногвардейцы Энбом, Эйно Кайхо, А. Иванов и Х. Кярккяйнен. Осенью финская рота милиции использовалась против восстаний, вспыхнувших в Костромской губернии. На зиму рота вернулась в Буй, откуда весной 1919 года была переброшена на восточный фронт Гражданской войны под руководством Адама Партанена. Согласно работе Тойво Антикайнена На фронтах гражданской войны, опубликованной в 1930 году, большая часть роты была уничтожена белыми, остальные умерли от болезней.